# Gary McFarland
Gary Ronald McFarland (ur. 23 października 1933 w Los Angeles, zm. 2 listopada 1971 w Nowym Jorku) – amerykański muzyk jazzowy, wibrafonista, wokalista, kompozytor, aranżer i dyrygent. Jeden z najważniejszych innowatorów w jazzie orkiestrowym pierwszych lat 60. XX wieku.

## Życiorys
Urodził się w Kalifornii, ale dorastał w Oregonie w miejscowości Grand Pass. Jego rodzicami byli: Bovy Eugene i Mary Margaret z d. Fillion. Miał dwóch braci: Gerwina Eugene’a i Douane’a Douglasa. Był wszechstronnie uzdolniony. W dzieciństwie sam nauczył się grać boogie-woogie na domowym pianinie. Jazzem zainteresował się podczas służby wojskowej. Wtedy też próbował grać na trąbce i puzonie.  Ostatecznie w 1955 zdecydował się – podobno z nudów – na wibrafon i zakupił instrument.
W 1959 ukończył letni kurs w The Lenox School of Jazz. Absolwentami działającej w latach 1957–1960 letniej szkoły jazzu w miejscowości Lennox w stanie Massachusetts byli m.in. saksofonista Ornette Coleman, kompozytor David Baker, pianista Paul Bley i gitarzysta Attila Zoller. Nauczali w niej tacy luminarze jazzu, jak Dizzy Gillespie, Percy Heath, Connie Kay, Jim Hall i Max Roach. Dzięki swojemu talentowi otrzymał stypendium w bostońskim Berklee College of Music. Studiował tylko przez jeden semestr. Jego nauczyciel i bandlider Herb Pomeroy bowiem nakłonił go do komponowania i aranżowania własnych utworów dla jego orkiestry. Słynny pianista John Lewis również zachęcał młodego twórcę do pracy na tym polu.
Szybko zyskał uznanie dzięki współpracy z czołowymi artystami jazzu: Lewisem, Anitą O’Day, oraz Gerrym Mulliganem i Johnnym Hodgesem, dla których skomponował utwory o niezwykłej melodyce. Zasłynął oryginalnymi aranżacjami broadwayowskiego musicalu Franka Loessera How to Succeed in Business Without Really Trying oraz przyczynił się do rozwoju bossa novy, pracując ze Stanem Getzem i Bobem Brookmeyerem.
Od 1963 zaczął poświęcać więcej uwagi własnej karierze, kiedy to wydał płytę The Gary McFarland Orchestra Featuring Special Guest Soloist: Bill Evans, nierzadko uważaną za jego najważniejszą, m.in. ze względu na jej „zachwycającą prostotę”. Zaczął także nagrywać w małych grupach, prezentując swoją wyrafinowaną grę na wibrafonie, czego przykładem jest album Point of Departure. Po wystawieniu w 1964 swojego baletu Reflections in the Park, w następnym roku wydał płytę z bossa novą Soft Samba. Album składał się z nowych wersji przebojów muzyki pop w większości grupy The Beatles i sam stał się bestsellerem, choć spotkał się z szeregiem nieżyczliwych recenzji prasowych. Komercyjny sukces Soft Samba skłonił go do sformowania swojej pierwszej grupy estradowej. W jej skład weszli: gitarzysta Gábor Szabó, saksofonista Sadao Watanabe, kontrabasista Eddie Gómez i perkusista Joe Cocuzzo. Latem 1965 zespół koncertował z powodzeniem w klubach w całych Stanach Zjednoczonych. W 1966 powrócił do pracy z dużymi orkiestrami. 6 lutego poprowadził koncert w nowojorskim Lincoln Center, który został zarejestrowany na płycie Profiles. W składzie orkiestry znalazła się elita jazzowa: trębacz Clark Terry, puzoniści Bob Brookmeyer i Jimmy Cleveland, saksofoniści Zoot Sims i Phil Woods, oraz Gabor Szabo i kontrabasista Richard Davis. W tym samym roku wkroczył do świata filmu, komponując muzykę do horroru Oko diabła (Eye of the Devil) z Davidem Nivenem, Deborą Kerr i Sharon Tate w rolach głównych.
Na początku 1968 wraz z producentem Normanem Schwartzem, wibrafonistą Calem Tjaderem oraz Gáborem Szabó założył wytwórnię płytową Skye Records. Nagrał w niej kilka płyt. W 1970 po wyprodukowaniu dwudziestu jeden albumów studyjnych firma zbankrutowała.
U schyłku lat 60. swoje muzyczne zainteresowania skoncentrował głównie na muzyce popularnej. Chciał zająć się komponowaniem i aranżowaniem muzyki na potrzeby sceny i filmu. Stworzył ścieżkę dźwiękową do kryminału Who Killed Mary What’s ’Er Name?, który wszedł na ekrany w 1971. Niestety nie zdołał zrealizować swoich zamierzeń. Jak napisał w 2014  „The Wall Street Journal”: Po południu 2 listopada 1971 wibrafonista jazzowy, kompozytor i aranżer Gary McFarland opuścił studio nagraniowe na Manhattanie i udał się do Baru 55 w Greenwich Village. Niedługo później trzydziestoośmioletni McFarland stracił w barze przytomność i wkrótce zmarł. Oficjalną przyczyną śmierci był zawał serca, ale niebawem okazało się, że zgon spowodował metadon w płynie, dodany do jego napoju oraz drinków dwóch kolegów, którzy mu towarzyszyli. Jeden z nich, perkusista Gene Gammage, został uratowany, ale nigdy nie ujawnił szczegółów wydarzenia. Natomiast drugi, pisarz David Burnett, zmarł kilka dni po utracie przytomności. Policja nie podjęła w tej sprawie żadnych czynności wyjaśniających, nie wiadomo więc czy został otruty i ewentualnie przez kogo, czy odebrał sobie życie.
Został pochowany na cmentarzu Green River w miejscowości East Hampton w stanie Nowy Jork.

### Małżeństwo i dzieci
W 1963 poślubił Gail Evelyn z d. Frankel (1942–2007). Miał z nią dwoje dzieci: syna – Mila i córkę – Kerry. W 2002 Milo zmarł wskutek przedawkowania heroiny, mając tyle samo lat (38), ile ojciec.

## Wybrana dyskografia
- 1962 Stan Getz – Big Band Bossa Nova – Arranged and Conducted by Gary McFarland (Verve)
- 1963
  - The Gary McFarland Orchestra Featuring Special Guest Soloist: Bill Evans (Verve)
  - The Gary McFarland – Point of Departure (Impulse!)
- 1965 
  - Soft Samba (Verve)
  - Essence – John Lewis Plays the Compositions & Arrangements of Gary McFarland (Atlantic)
  - Tijuana Jazz with Gary McFarland & Co./Clark Terry (Impulse!)
  - In the Sound (Verve)
- 1966
  - Simpático – Gary McFarland–Gábor Szabó (Impulse!)
  - Profiles (Impulse!)
- 1967
  - Soft Samba Strings (Verve)
  - The October Suite – Steve Kuhn–Gary McFarland (Impulse!)
- 1968 
  - Scorpio and Other Signs (Verve)
  - Does the Sun Really Shine on the Moon? – Gary McFarland & Co. (Skye)
- 1969
  - America the Beautiful – An Account of Its Disappearance (Skye)
  - Slaves – Grady Tate with the Gary McFarland Orchestra (Skye)
- 1970 Today (Skye)
- 1971 Butterscotch Rum – Gary McFarland–Peter Smith (Buddah Records)
- 1972 Requiem for Gary McFarland (Cobblestone Records) – kompilacja
- 2008 Eye Of The Devil – Original Motion Picture Soundtrack (Film Score Monthly)

Zestawienie wg dat wydania płyt